# 6 هيبي
6 هيبي كويكب كبير في حزام الكويكبات تيحتوي على حوالي نصف في المئة من كتلة الحزام.ولكن نظرا لكثافته العالية كما تبدو (أكبر من أن القمر أو حتى المريخ)، هيبي لا يصنف ضمن أكبر عشرين كويكب من حيث الحجم. وتشير هذه الكثافة العالية لجسم صلب للغاية لم يتأثر بالتصادمات،
من حيث السطوع، هيبي هو الجرم الخامس في حزام الكويكبات بعد فيستا، سيريس، 7 إيريس، و2 باللاس.ويتروح قدرة الظاهري بين +7.5 في الحضيض إلى +11.50 في ألأوج 

## تاريخ

مقارنة حجم: الكويكبات 10 الأولى البارزة مع حجم القمر. هيبي السادس من الناحية اليسرى.

اكتشف هيبي في 1 يوليو 1847 من قبل الفلكي الألماني كارل لودفيج، سادس كويكب يكتشف. وهو اكتشاف لودفيج الثاني والأخير بعد الكويكب 5 أستريا سمي الكويكب نسبة لإلهة الشبابهيبي (بالإغريقية: Ἥβη) في ديانة الإغريق القدامى  (المعادل الإغريقي للإله الروماني يوفنتوس). وهي ابنة زيوس وهيرا، وكانت حاملة أقداح آلهة وإلهات الأولمب .
اقترح الاسم من قبل العالم الألماني كارل فريدريش غاوس

## الخصائص الفيزيائية والمدارية
هيبي كويكب من النوع أس وهي كويكبات ذات تركيبة صخرية، يشير تحليل منحنى الضوء أن هيبي له شكل ذو زوايا إلى حد ما، وقد تكون نتيجة وجود عدة فوهات صدمية على سطحة. ويبعد هيبي 2.426 وحدة فلكية عن الشمس ويكمل دورتة حولها في 3.78 سنة بسرعة مدارية 18.93 كم/ث ويدور حول نفسة بسرعة 22.4 م/ث وتقدر كتلتة بحولي 1.28×1019 كغم

## المدار

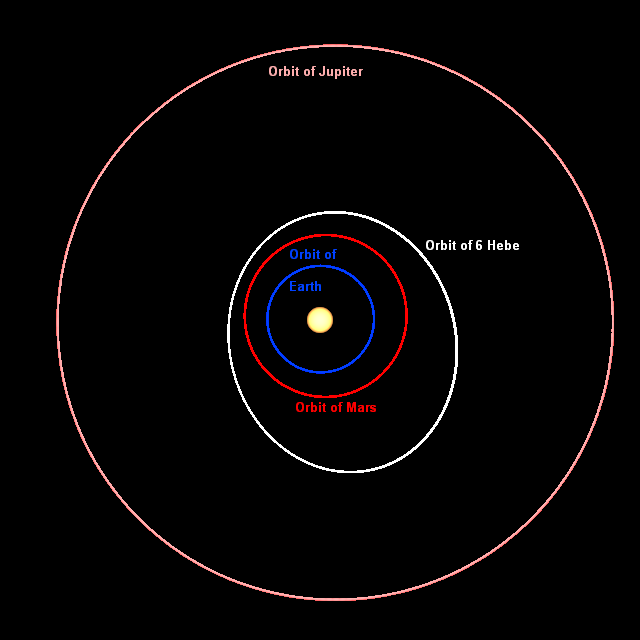
مدار هيبي مقارنة بمدار الأرض والمريخ والمشتري

## وصلات خارجية
- shape model deduced from lightcurve
- MNRAS 7 (1847) 283 (discovery announcement)
- MNRAS 8 (1848) 103
- JPL Ephemeris